# Saint-Martin-des-Lais
Saint-Martin-des-Lais és un municipi francès, situat al departament de l'Alier i a la regió d'Alvèrnia-Roine-Alps. L'any 2007 tenia 141 habitants.

## Demografia

### Població
El 2007 la població de fet de Saint-Martin-des-Lais era de 141 persones. Hi havia 52 famílies de les quals 12 eren unipersonals (8 homes vivint sols i 4 dones vivint soles), 16 parelles sense fills i 24 parelles amb fills.
La població ha evolucionat segons el següent gràfic:
Habitants censats

### Habitatges
El 2007 hi havia 72 habitatges, 55 eren l'habitatge principal de la família, 7 eren segones residències i 10 estaven desocupats. 70 eren cases i 1 era un apartament. Dels 55 habitatges principals, 34 estaven ocupats pels seus propietaris, 19 estaven llogats i ocupats pels llogaters i 2 estaven cedits a títol gratuït; 2 tenien una cambra, 4 en tenien tres, 17 en tenien quatre i 32 en tenien cinc o més. 45 habitatges disposaven pel capbaix d'una plaça de pàrquing. A 17 habitatges hi havia un automòbil i a 34 n'hi havia dos o més.

### Piràmide de població
La piràmide de població per edats i sexe el 2009 era:
| Homes | Edats   | Dones |
| ----- | ------- | ----- |
| 4     | 95 o +  | 0     |
| 0     | 90 a 94 | 0     |
| 0     | 85 a 89 | 0     |
| 4     | 80 a 84 | 0     |
| 4     | 75 a 79 | 0     |
| 8     | 70 a 74 | 4     |
| 4     | 65 a 69 | 4     |
| 4     | 60 a 64 | 8     |
| 4     | 55 a 59 | 8     |
| 4     | 50 a 54 | 8     |
| 4     | 45 a 49 | 0     |
| 8     | 40 a 44 | 0     |
| 12    | 35 a 39 | 4     |
| 0     | 30 a 34 | 4     |
| 0     | 25 a 29 | 0     |
| 4     | 20 a 24 | 0     |
| 4     | 15 a 19 | 0     |
| 4     | 10 a 14 | 4     |
| 4     | 5 a 9   | 0     |
| 0     | 0 a 4   | 0     |

## Economia
El 2007 la població en edat de treballar era de 87 persones, 59 eren actives i 28 eren inactives. De les 59 persones actives 57 estaven ocupades (37 homes i 20 dones) i 2 estaven aturades (2 homes). De les 28 persones inactives 7 estaven jubilades, 11 estaven estudiant i 10 estaven classificades com a «altres inactius».

### Ingressos
El 2009 a Saint-Martin-des-Lais hi havia 53 unitats fiscals que integraven 143 persones, la mediana anual d'ingressos fiscals per persona era de 16.938 €.

### Activitats econòmiques
Dels 8 establiments que hi havia el 2007, 1 era d'una empresa de construcció, 1 d'una empresa de comerç i reparació d'automòbils, 1 d'una empresa de transport, 2 d'empreses d'hostatgeria i restauració, 2 d'empreses d'informació i comunicació i 1 d'una empresa de serveis.
Dels 2 establiments de servei als particulars que hi havia el 2009, 1 era una lampisteria i 1 restaurant.
L'any 2000 a Saint-Martin-des-Lais hi havia 16 explotacions agrícoles que ocupaven un total de 1.534 hectàrees.

## Poblacions més properes
El següent diagrama mostra les poblacions més properes.